# Pineda Covalin
Pineda Covalin (Pineda Covalín) est une marque de prêt-à-porter de luxe mexicaine créée en 1995 par Cristina Pineda et Ricardo Covalin.

## Activités
Les designers de Pineda Covalin s'inspirent des cultures préhispaniques du Mexique pour créer leurs habits et accessoires, et des cultures américano-latines de manière plus générale. Les créations sont portées par la première dame mexicaine Marta Sahagún, la reine espagnole Letizia Ortiz, l'acteur Andy Garcia...

## Histoire
En 1996, Cristina Pineda et Ricardo Covalín s'associent pour créer leur propre marque de vêtements.
En novembre 2004, la marque ouvre sa première boutique aux États-Unis, à Miami.
En novembre 2011, la marque ouvre une boutique à Melbourne, en Australie. En novembre 2013, une boutique ouvre au Panama.